# بيل إليوت
بيل إليوت (بالإنجليزية: Bill Elliott)‏ هو سائق سيارة سباق أمريكي، ولد في 8 أكتوبر 1955 في داوسونفيل في الولايات المتحدة.

## وصلات خارجية
- الموقع الرسمي
- بيل إليوت على موقع Racing-Reference.info (الإنجليزية)
- بيل إليوت على موقع DriverDB.com (الإنجليزية)
- بيل إليوت على موقع إن إن دي بي (الإنجليزية)